# 羅索峰 (布雷加格利亞山脈)

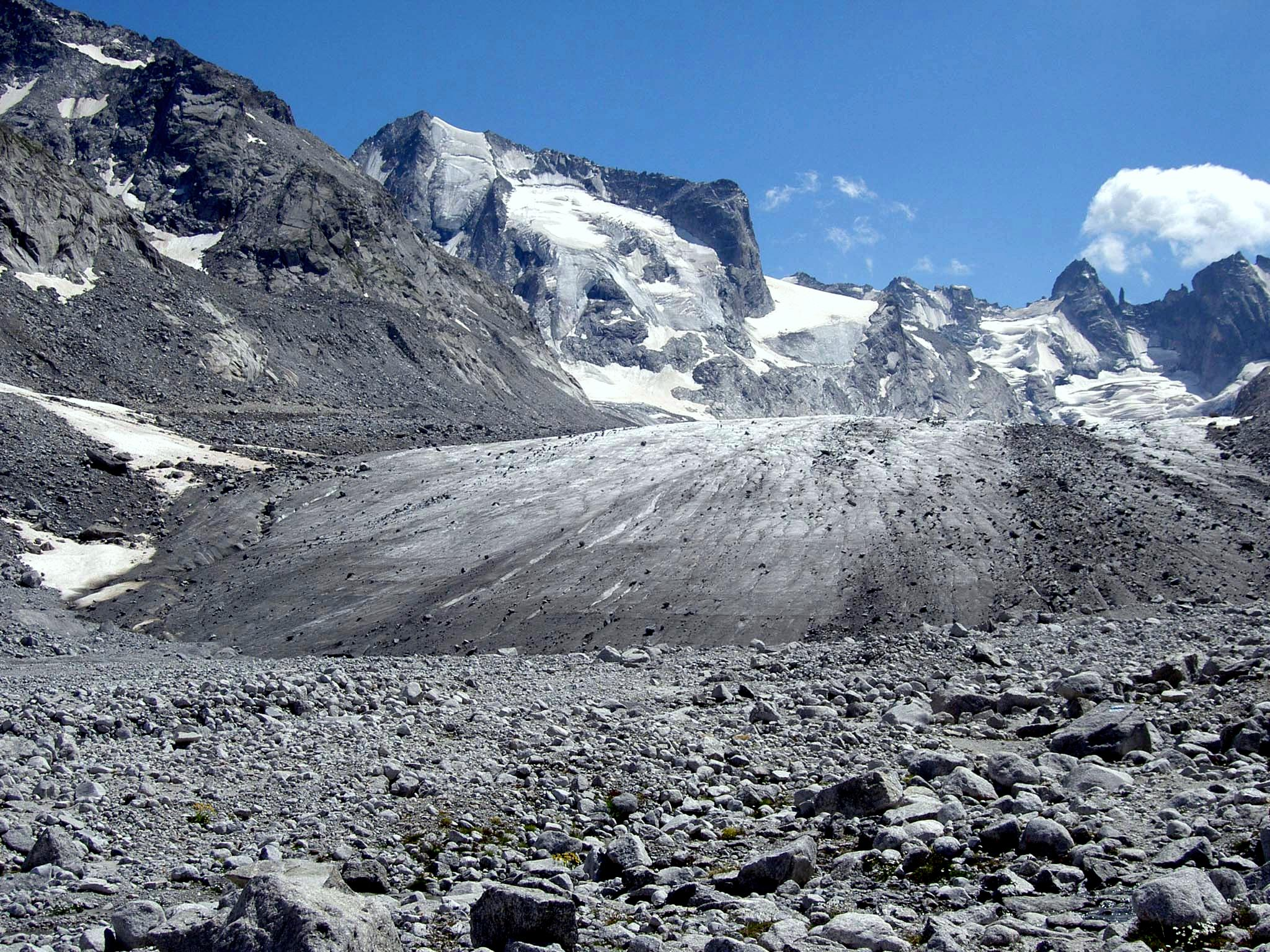

46°18′23″N 9°43′6″E / 46.30639°N 9.71833°E
羅索峰（義大利語：Cima di Rosso），是歐洲的山峰，位於意大利和瑞士接壤的邊境，屬於布雷加格利亞山脈的一部分，海拔高度3,366米，每年平均降雨量1,693毫米。